# Іскра (Сілістринська область)
Іскра́ (болг. Искра) — село в Силістринській області Болгарії. Входить до складу общини Ситово.

## Населення
За даними перепису населення 2011 року у селі проживали 1809 осіб.
Національний склад населення села:
| Національність   | Кількість осіб | Відсоток |
| ---------------- | -------------- | -------- |
| турки            | 1165           | 83,5%    |
| цигани           | 182            | 13,0%    |
| болгари          | 36             | 2,6%     |
| інша             | 0              | 0%       |
| не визначились   | 12             | 0,9%     |
| Всього відповіли | 1395           |          |

Розподіл населення за віком у 2011 році:
Динаміка населення: